# Ramon de Cardona i d'Empúries
Ramon de Cardona i d'Empúries (?, ?) fou baró de Mazzarone.
Participà en l'expedició del rei Pere II a Sicília el 1282, on s'establí, i fundà la branca siciliana de la família dels vescomtes de Cardona.

## Antecedents familiars
Fill de Ramon Folc V de Cardona i Sibil·la d'Empúries.

## Núpcies i descendents
Es casà amb la baronessa de Mazzarone.
- Frederic de Cardona i de Mazzarone.